# Ломшаков, Алексей Степанович
Алексей Степанович Ломшаков (22 марта 1870, Барнаул — 10 мая 1960, Прага) — инженер, депутат Государственной думы I созыва от Санкт-Петербургской губернии.

## Биография
Родился в семье священника. Окончил Омский кадетский корпус. В 1892 г. окончил Технологический институт в Санкт-Петербурге. В 1892—1895 гг. служил в пригороде Санкт-Петербурга на Охтинских пороховых заводах. С 1895 по 1905 заведовал машинным отделением Путиловского завода. Изобрел автоматическую бездымную топку оригинальной конструкции для паровых котлов, названную его именем. В 1900 был за её изобретение удостоен Высшей награды на Всемирной выставке в Париже. Профессор Политехнического института в Санкт-Петербурге. С 1903 по 1917 возглавлял на нём кафедру. Директор правления Русско-Балтийского Акционерного Общества. Председатель Союза инженеров. Член правления Общества технологов. Статский советник.

### Общественная и политическая деятельность

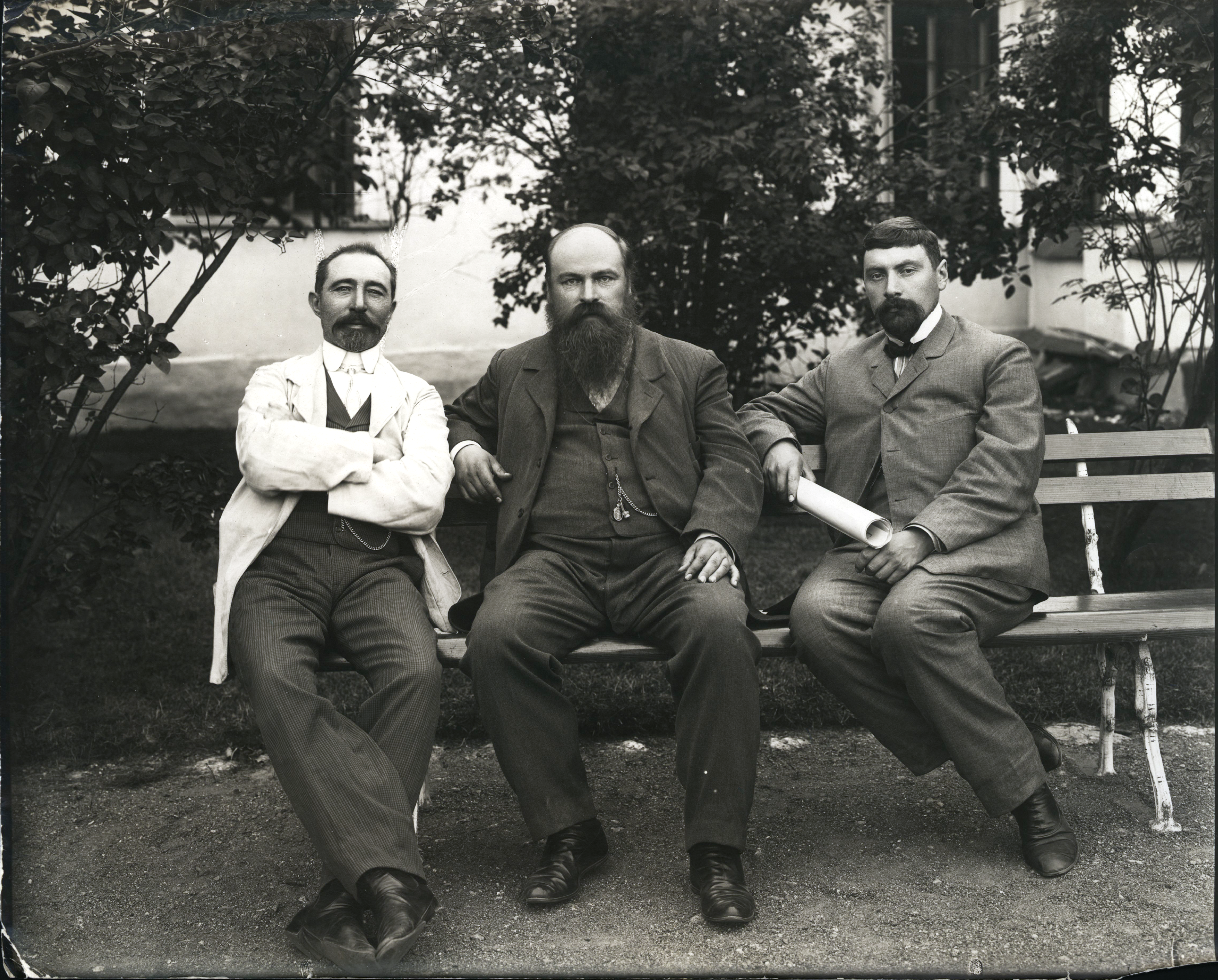
Во время работы 1-й Государственной Думы с депутатами Я. Е. Дитцем (слева) и В. Е. Строгановым (в центре)

Член Конституционно-демократической партии, с конца 1905 — член её Петербургского городского комитета, возглавил созданную при нём агитационную комиссию. 10 января 1906 на Втором съезде кадетской партии избран в ревизионную комиссию. На том же съезде критиковал резолюцию протеста о притеснениях, чинимых кадетам в их агитационной деятельности, считал, что необходим запрет агитации крайних партий. В январе 1906 кооптирован в состав Центральный комитет партии кадетов и входил в его состав до сентября 1906.
26 марта 1906 избран в Государственную думу I созыва от общего состава выборщиков Санкт-Петербургского губернского избирательного собрания. Входил в Конституционно-демократическую фракцию. Член Комиссии для приёмки помещений Думы и Распорядительного комитета Думы. Подписал законопроекты: «О гражданском равенстве», «О неприкосновенности членов Государственной Думы». Считал первейшей задачей Думы «раскрепощение крестьян, раскрепощение рабочего класса, раскрепощение граждан, раскрепощение женщин». Выступая по поводу репрессивной политики правительства, заявил, что оно «преступно» попрало «народную святыню — права человека и гражданина». На обсуждении ответного адреса монарху настаивал на том, что всеобщее избирательное право должно включать в себя полный демократический принцип.
10 июля 1906 года в г. Выборге подписал «Выборгское воззвание» и осужден по ст. 129, ч. 1, п. п. 51 и 3 Уголовного Уложения, приговорен к 3 месяцам тюрьмы и лишен права баллотироваться на любые выборные должности.
В 1907 вышел из состава Петербургского городского комитета конституционно-демократической партии.
12—15 августа 1917 г. участвовал в работе Государственного совещания в Москве. Председатель Топливного комитета Временного правительства.

### В эмиграции

Первый ряд (справа налево): автор программы «Русская акция» А. С. Ломшаков и профессор Н. О. Лосский в эмиграции в Чехословакии, 1920-е годы

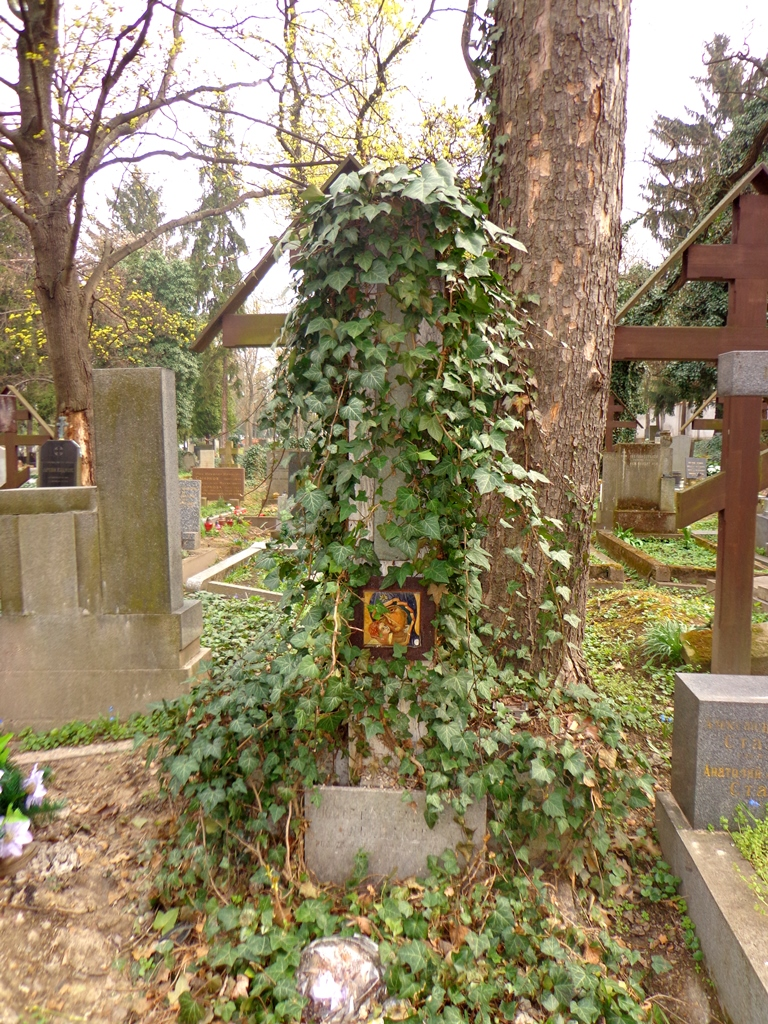
Могила А. С. Ломшакова, индекс участка/index pozemku: 19, номер захоронения/číslo hrobu: 81, Ольшанское кладбище/Olšanské hřbitovy, 2ob, координаты/souřadnice: 50°04′50″ с. ш. 14°28′14″ в. д. HGЯO

Во время гражданской войны Ломшаков вошел в правительственный аппарат Деникина. Правительство Деникина и командировало его в Прагу, но прибыл он туда лишь в апреле 1920 года, когда Деникинский фронт рухнул. Организатор и председатель Пражской конституционно-демократической группы, которая была создана до начала июня 1920 г. К середине марта 1921 г. она уже перестала существовать. В октябре 1921 г. русского Академического съезда в Праге, вошел в состав выбранного на съезде правления Союза русских академических организаций за границей. Принято решение, что на подобных съездах будут проводиться публичные защиты диссертаций на степень магистра и доктора наук. Вел переговоры с правительством Чехословакии о принятии русской молодежи в вузы Чехословакии. Председатель Учебной коллегии при Комитете по обеспечению образования русских студентов в Чехословакии. В октябре 1921 А. С. Ломшаков — председатель. На съезде принято решение о создании Союза русских академических организаций за границей. Возглавлял Общество русских инженеров и техников. В 1930-х годах — председатель Русского академического союза, а также ряда эмигрантских общественных организаций в Чехословакии. Председатель Русской академической группы. С 1928 — председатель Общества русских инженеров, с 1932 — председатель правления Объединения русских эмигрантских организаций в Чехословакии. В 1930-е годы возглавлял Союз русских академических организаций за границей.
А. С. Ломшаков сыграл исключительно важную роль в организации обучения русских студентов в Чехословакии, в так называемой «Русской акции». Благодаря созданному по его инициативе «Комитету по обеспечению русских студентов» в Чехословацкой республике численность русских студентов в течение двух лет с небольшим возросла в 10 раз (с 366 до 3245).

Алексей Степанович Ломшаков, человек исключительно много сделавший для эмиграции и вместе с тем почти полностью забытый ею. <…> Впрочем, это судьба многих подвижников эмиграции, которые не выставляли политических программ, не произносили громогласных речей, писали мало и сухо, только о делах. Но этими самыми делами занимались, не щадя сил. Всех их роднили некоторые общие черты: энергичность, деловитость, отвращение к пустословию, человеколюбие не на словах, а на деле, скромность в личной жизни, требовательность — в общественной.
Заведующий кафедрой в Чешской высшей технической школе в Праге. Технический советник на заводе «Шкода». В 1955 г. объединениями бывших профессоров и воспитанников Санкт-Петербургского университета в Париже и Сан-Франциско был создан Фонд помощи А. С. Ломшакову. Похоронен на Ольшанском кладбище в Праге.

## Семья
Ломшаков был женат на Екатерине Александровне Славутинской, 1878 года рождения. Её мать Надежда Ивановна из рода Лермонтовых.
На имя госпожи Ломшаковой в декабре 1905 г. на Выборгской стороне Санкт-Петербурга открыта столовая по программе продовольственной комиссии Петербургского комитета кадетской партии.
В семье его отца священника Степана Ломшакова было 19 детей.
Сведения есть о двух братьях:
Павел (1859—1937), военный юрист, генерал-майор. Женат на Нине Карловне Циглер фон Шафгаузен, дочери архитектора Карла Циглера фон Шафгаузена (1826—1906). У них пятеро детей: Алексей, Павел, Борис, Нина и Ирина. Нина Карловна рано умерла. Семья жила в Сочи. В 1923 г. П. С. Лошмаков выехал с детьми в Прагу к брату.
Евгений, начальник канцелярии Технологического института в СПб.

## Адреса
В Праге жил в профессорском доме, так называемой «Братской могиле» по адресу: P. XIX-Bubeneč Buckova 597/27-29 (Radeckého, Rooseveltova).

## Сочинения
- Испытание паровых котлов и машин. СПб., 1897;
- Прибор для автоматического питания колосниковой решетки и бездымного сжигания различных сортов топлива в топках паровых котлов и металлургических печей. СПб., 1900;
- Бездымная топка системы Ломшакова с автоматическим питанием топливом. СПб., 1901;
- Курс паровых котлов. СПб., 1909;
- Подсчеты к процессу горения в топках паровых котлов. СПб., 1912;
- Факторы парообразования. СПб., 1913.